# Змія руда
Змія руда (Acanthophis pyrrhus) — отруйна змія з роду Смертельна змія родини Аспідові. Інші назви «вогняна змія», «пустельна смертельна змія».

## Опис
Загальна довжина коливається від 53 до 70 см. Голова широка, пласка, трикутна з чітко вираженим шийним перехопленням. Зіниці вертикальні. Тулуб товстий, м'язистий. Хвіст сильно звужений, закінчується роговим щитком. Забарвлення цегляно-червоного або жовто-червонуватого кольору з чіткими або непомітними жовтими смугами. Кінчик хвоста значно темніший, використовується для заманювання здобичі. Наділені дуже великими отруйними іклами.

## Спосіб життя
Полюбляє піщані, кам'янисту, скелясту місцини, напівпустелі та пустелі. Активна вночі. Харчується дрібними ссавцями та ящірками.
Це живородна змія. Самиця народжує до 13 дитинчат.

## Отруйність
Досить небезпечна змія. Має потужну отруту, значну частину якої складають нейротоксини. До того ж здатна виробляти багато отрути. Втім ця змія нападає на людину лише у випадку явної небезпеки.

## Розповсюдження
Це ендемік Австралії. Мешкає у провінціях Північна Територія, Квінсленд, Південна Австралія, Західна Австралія.